# Barrouxia legeri
Barrouxia legeri – gatunek pasożytniczych pierwotniaków należący do rodziny Eimeriidae z podtypu Apicomplexa, które kiedyś były klasyfikowane jako protista. Występuje jako pasożyt tylko u bezkręgowców. B. legeri cechuje się oocystami z wieloma sporocystami. Z kolei każda sporocysta zawiera 1 sporozoit.
Obecność tego pasożyta stwierdzono u Lithobius impressus należącego do gromady pareczników (Chilopoda).